# Chiesa Vecchia (Baggio)
La chiesa Vecchia (in lombardo Gesa Veggia ) è la chiesa più antica di Baggio, quartiere di Milano amministrativamente compreso nel municipio 7. D'origine medievale, è stata ricostruita verso fine 1800, salvo per il campanile, che rimane originale.
Si trova nel centro del quartiere in via Ceriani, accanto al "Palazziètt", forse la storia dimora della famiglia Da Baggio, e nelle vicinanze sia della piazzetta del Moronasc che della Cascina Monastero.

## Storia
1628 - 1630 Sebastiano Capechio detto Panasino 

1631 - 1651 Giovanni Battista Bosisio 

1652 - 1687 Giacomo Giuliano 

1687 - 1730 Giovanni Battista Redaelli 

1731 - 1755 Giovanni Battista Parea 

1755 - 1761 Giovanni Battista Contini 

1762 - 1771 Francesco de Marchi 

1771 - 1805 Alessandro Albertonio 

1805 - 1826 Giuseppe Corsi 

1826 - 1833 Antonio Galleani 

1833 - 1883 Carlo Valsecchi 

1884 - 1917 Andrea Reina 

1917 - 1942 Carlo Chiesa

### La costruzione e il periodo familiare
La chiesa, costruita dalla famiglia da Baggio e sottoposta a suo giuspatronato, risale ad un periodo tra il decimo e l'undicesimo secolo, con il campanile che è dimostrabilmente del decimo secolo, in base allo stile architettonico e ai materiali utilizzati.  Una tradizione di origine seicentesca, citata anche da Giorgio Giulini, afferma che sia stata costruita da Papa Alessandro II, tale affermazione è tuttavia ritenuta falsa dagli storici. Viene citata nei documenti storici per la prima volta nel 1161, in un documento del prevosto di Cesano che stava trattando per suo conto un acquisto di terreni, poi non andato a buon fine.
Nel 1398 viene citata nel Notitia cleri come una delle chiese più ricche della Pieve di Cesano Boscone, grazie ai suoi benefici.
Il dibattito sulla trasformazione in parrocchia si trova per la prima volta nel 1568 in un documento che denuncia lo stato di incuria della chiesa, paragonata ad una stalla, poiché Anselmo Baggio aveva rimosso gli uomini che si occupavano della pulizia: nel medesimo documento si trova una descrizione dello status della cappella, aperta al pubblico ma dove non era possibile celebrare né battesimi né funerali, poiché riservati alla parrocchia di competenza, quella di  San Giovanni Battista a Cesano, difficilmente raggiungibile per le condizioni delle strade.
Carlo Borromeo impose a Paolo Baggio, figlio di Anselmo, di trasformare la chiesa in parrocchia, destinando parte delle rendite del giuspatronato al suo mantenimento, ma questi rifiutò, poiché avrebbe reso non necessaria la sua autorizzazione per usarla e avrebbe ridotto i propri guadagni.  Al che, l'arcivescovo avvia una verifica della legittimità del giuspatronato dei Baggio, che viene dimostrata con un documento dell'8 gennaio 1324, e chiede che un altare sia destinato alla neoistituita Confraternita del Santissimo Sacramento, cosa che il Baggio accetta. 
Tale Confraternita fu la prima forma di associazionismo esistente a Baggio, parte di una tradizione ambrosiana molto diffusa al tempo, ed il suo ruolo era quello di provvedere all'acquisto di determinati paramenti e ornamenti liturgici, tra cui la candela da mantenere accesa perpetuamente vicino al tabernacolo: fu inoltre il primo ingresso della comunità baggese nella chiesa del luogo in funzione non meramente di preghiera.  Da essa dipendeva anche un cappellano, cofinanziato dalla Confraternita e dall'Arcidiocesi, che doveva udire le confessioni dei baggesi e celebrare delle messe in ricordo dei defunti. 
Un'ulteriore verifica della validità del giuspatronato avviene sotto Federico Borromeo nel 1598, che ne riconferma la correttezza, e dove si legge che la celebrazione eucaristica avviene solo col permesso dei titolari, tramite il cappellano obbligato a celebrarla nei giorni di precetto.
Lo stesso arcivescovo, nel 1604, la visiterà, annotandone lo stato: viene ritenuta antica e consacrata, con l'altare maggiore a norma e coperto da un drappo e col soffitto decorato da un'immagine di Dio Padre: non risultò a norma invece il tabernacolo, ligneo e coperto da un crocifisso di legno e argento. La chiesa risultava anche priva di sacrestia, con il sacerdote che si preparava alla Messa all'interno della balaustra, e sulla navata era presente il confessionale, con un pulpito usato sovente dai padri gesuiti per predicare al popolo. Inoltre, al tempo, viene notato come l'ingresso avvenisse dal cortile della canonica, tramite una porta laterale, situazione che per il Borromeo generava "un certo chiacchiericcio". 

### L'istituzione parrocchiale

#### Il cammino per la fondazione
L'istituzione della parrocchia avviene nel periodo storico delle rivolte sociali che precedettero la peste manzoniana, un tempo di crisi economica e sociale che vide spesso i Baggio non aprire la chiesa del luogo, costringendo la comunità locale a recarsi a Cesano e portandola a protestare con l'arcivescovo.
Il 26 aprile 1628 Anselmo IV Baggio, patrono e titolare della chiesa, concesse con un documento l'istituzione della parrocchia nella sua proprietà, ritenendo necessario un parroco in loco per la cura delle anime dei baggesi, ma ponendo delle condizioni, concendendone solo l'uso e non la proprietà e imponendo ai baggesi di pagarne la manutenzione e richiese anche il finanziamento di una nuova abitazione per sé e i suoi eredi nel giardino della canonica, che viene concessa alla chiesa: inoltre si garantisce il diritto di nominare il parroco per la prima volta. 
Proprio l'indomani, sulla strada per Cesano, una donna morì senza aver ricevuto la confessione, evento che mostrò ai baggesi la necessità di avere una propria chiesa parrocchiale.
Il 13 agosto Sebastiano Annone, prevosto di Cesano, viene accolto da Antonio Biancone, vicario della curia metropolitana, nella sua casa di Baggio, alla presenza di vari testimoni, per comunicare alla curia la disponibilità del prevosto di separare il territorio baggese dalla sua parrocchia e ne diede formale consenso davanti al notaio Giuseppe Salvino. 
Infine l'8 settembre il console di Baggio Pietro Cattaneo convoca l'assemblea dei capi di casa nel cimitero della chiesa: vi parteciparono 55 capi, il console, Anselmo IV Baggio e il notaio arcivescovile Vincenzo Cattaneo.  I baggesi accettano il contratto con le proposte di Anselmo e si impegnano a far rispettare le sue disposizioni e regole, vengono decise alcune modifiche: Anselmo garantì l'allargamento di essa e la costruzione di una fonte battesimale, a patto che i baggesi gli pagassero annualmente 60 lire sino alla sua morte e dessero altre 220 lire al parroco, che si impegnava a mantenere la parrocchia e a darle tutti i paramenti necessari.

#### L'autonomia della parrocchia
L'indomani, sabato 9 settembre 1628, il vicario Polito e l'arcidiacono Fedele si recano nello studio milanese di Federico Borromeo per illustrargli la situazione baggese che istituì dunque la parrocchia, garantendole i privilegi delle parrocchiali come la croce cimiteriale e la fonte battesimale e accettando la richiesta di Anselmo Baggio di nominare il primo parroco, che sarà Sebastiano Capechio, e stabilisce anche l'obbligo per i baggesi, nel giorno di San Giovanni Battista, di andare in processione verso la prevosturale offrendo un cero al prevosto.
A provvedere al mantenimento della parrocchia, oltre alle 220 lire di elemosina raccolte annualmente, vi era un vigneto di circa tre ettari, posto dove oggi c'è la Chiesa di Sant'Anselmo da Baggio Vescovo, e vari lasciti testamentari, oltre a un nuovo, seppur più piccolo, vigneto, ottenuto in dono dal Bosisio.  Nel 1635 Papa Urbano VIII approva ufficialmente la Confraternita del Santissimo Sacramento, informalmente istituita nel 1567, e nel 1640 segue la Confraternita della Beata Vergine del Carmine.
Negli anni successivi all'istituzione parrocchiale gli ordini regolari di Baggio, ossia Umiliati e Gesuiti, donano varie reliquie alla nuova entità, così da cementare i rapporti con essa.  Dopo il Trattato di Utrecht, che vede lo Stato di Milano passare dalla Spagna agli Asburgo d'Austria, il nuovo parroco Redaelli istituisce una cappellania manuale nel 1717, dedicata all'istruzione primaria dei giovani baggesi: la nomina del cappellano, che doveva aver più di 23 anni, essere economicamente svantaggiato e, una volta nominato, obbligato a risiedere a Baggio, spettava al Redaelli, che l'aveva finanziata con un suo fondo personale: alla sua morte sarebbe passata al nipote e, poi, al priore del collegio gesuita di Brera.
Con il Catasto Teresiano si ha una prima visione d'insieme di Baggio e dei beni della parrocchia, che ammontavano, nel 1722, a 63 pertiche per la parrocchia e a 283 pertiche per il giuspatronato, chiamato Abbazia di Sant'Apollinare. Seguirà un periodo di fortuna nelle donazioni e nei lasciti ereditari, che però verrà limitato dalle soppressioni di Giuseppe II prima e di Napoleone Bonaparte poi.
Tra l'8 e il 9 marzo 1747 la chiesa riceve l'ultima visita pastorale per un lungo periodo, fatta da Giuseppe Pozzobonelli: nella sua relazione si legge, per la prima volta, l'ipotesi che fosse stata istituita da Papa Alessandro II.

### La fine del giuspatronato e il degrado
La chiesa restò comunque sotto il giuspatronato della famiglia Da Baggio sino al 1809 quando si estinse la linea maschile: ad ottenere il titolo fu Gerolamo d'Adda, figlio di Francesca Baggio.  Alla morte di Gerolamo, nel 1825, il giuspatronato viene passato a tutti i suoi figli, senza distinzioni di sesso, ponendo fine alla tradizione della primogenitura maschile.
Iniziano nel 1845 le prime segnalazioni di problematiche strutturali, con il parroco Valsecchi che scrive al comune denunciandone l'instabilità e chiedendone un'ispezione, rifiuntandosi di assumere qualsiasi responsabilità in caso di crollo: inoltre, Valsecchi e la comunità chiedono che un titolo rimasto fermo durante una disputa sul giuspatronato di 17645 lire austriache venga impegnato per la ricostruzione, ma il titolare del beneficio si rifiuterà, appellandosi all'antico accordo che stabiliva come ogni ristrutturazione sarebbe stata di competenza del parroco e della comunità baggese.
Sempre più a rischio la chiesa verrà puntellata e si avvierà una lunga controversia tra il parroco e i D'Adda sul pagamento della ristrutturazione.
Nel 1853 i D'Adda offrono al comune di Baggio 8000 lire austriache per la ristrutturazione, a patto che fosse loro riconosciuta la fine di qualsiasi altra responsabilità. Le autorità imperiali provinciali incaricano tre docenti dell'Accademia di Brera, Schmidtt, Brocca e Bisi, di valutarla ed essi, considerandone l'importanza storica, propongono una ristrutturazione, offrendo nella loro relazione l'ultima descrizione della vecchia chiesa.

### La ristrutturazione e la ricostruzione

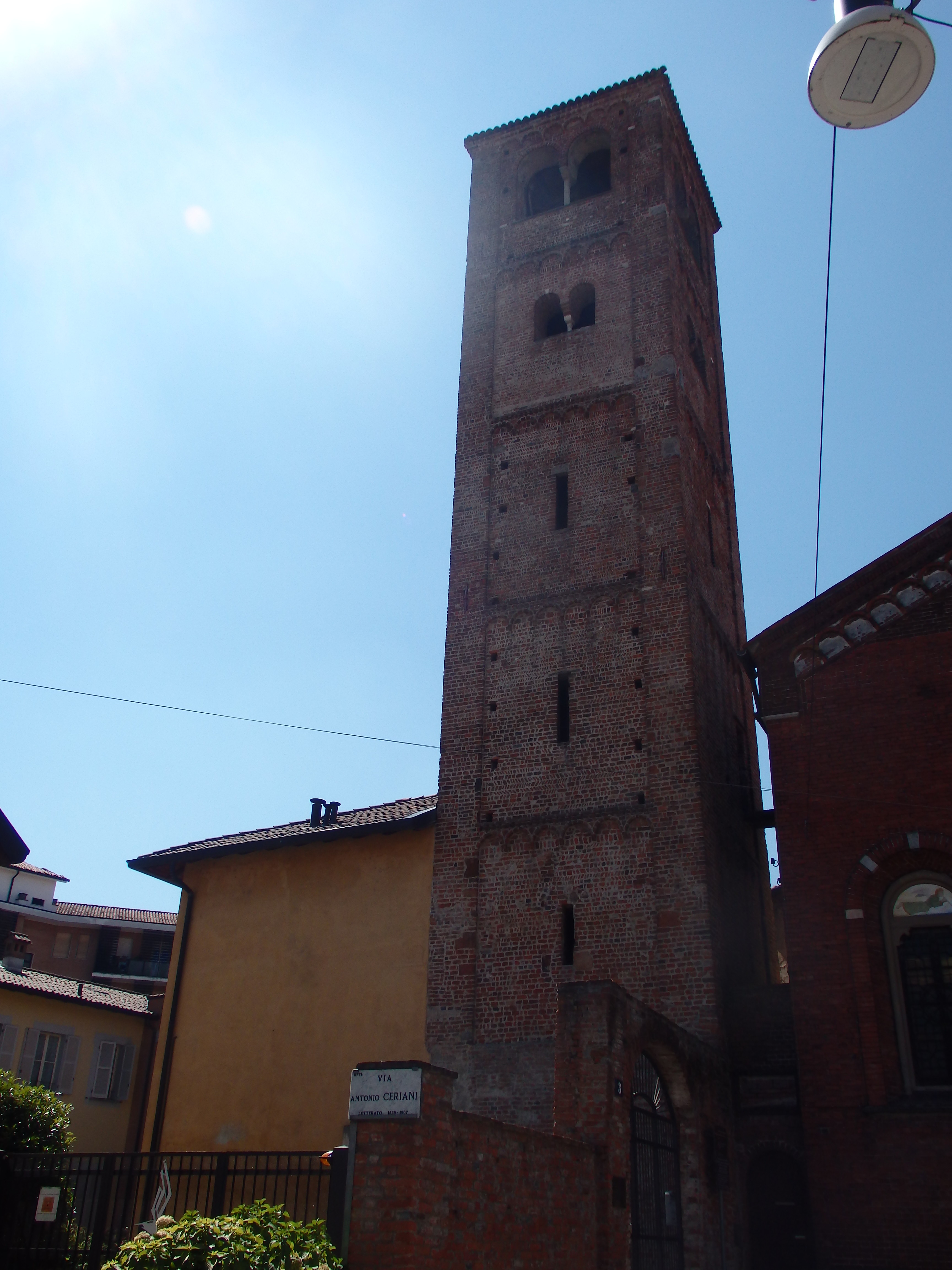
Il campanile della chiesa, risalente al X secolo

Bisognerà attendere il 1869, passata l'unità d'Italia, perché il consiglio comunale decida di agire su quel rapporto: l'architetto Rosa viene incaricato di demolire l'antico abside, costruendo un nuovo e più ampio transetto: nel luglio 1870 viene consacrato il nuovo altare maggiore.
Dopo un rapido degrado, dato forse dai lavori di ristrutturazione, il consiglio comunale nel 1873, ne ordina la transennatura e la demolizione: il 18 settembre viene ordinata e l'8 febbraio dell'anno successivo viene ordinata la ricostruzione, al costo di 16600 lire, sempre con progetto del Rosa. Viene visitata, in quel periodo, dalla commissione istituita dal comune di Milano nel Palazzo di Brera, che diventerà poi il Civico museo archeologico di Milano, e guidata sempre dal Brocca, che conferma la pericolosità della Basilica di Baggio: il museo oggi conserva due fusti, due capitelli corinzi e una base, recuperati durante i lavori di demolizione.
Viene però mantenuto il campanile romanico risalente all'undicesimo secolo, mentre i nuovi lavori mantengono solo il transetto e l'abside realizzati pochi anni prima. La nuova chiesa viene benedetta dal coauditore don Andrea Reina il 21 ottobre 1875 ed è, dopo secoli, oggetto di visita pastorale da Andrea Carlo Ferrari, ispirato dall'azione di Carlo Borromeo, nel 1900, 1904, 1912 e 1917. Sarà il cardinal Alfredo Ildefonso Schuster, dopo le pause dettate dai problemi dei predecessori, a tornare a Baggio, nel 1932, nel 1938, nel 1942 e nel 1949.

### La chiesa nuova
Già durante il tempo di don Reina come parroco si mostra il desiderio di espandere la chiesa, ormai troppo piccola per le necessità di una Baggio sempre più grande: sarà il suo successore, don Chiesa, a posare la prima pietra della nuova parrocchiale, a poche centinaia di metri, che verrà infine completata nel 1942.
Un totale restauro del campanile avviene nel 2009. 
Rimasta consacrata ma non più parrocchia, oggi oltre a occasionali Messe e Rosari ospita i concerti di musica dell'associazione Primavera di Baggio.

## Descrizione

### Chiesa medievale

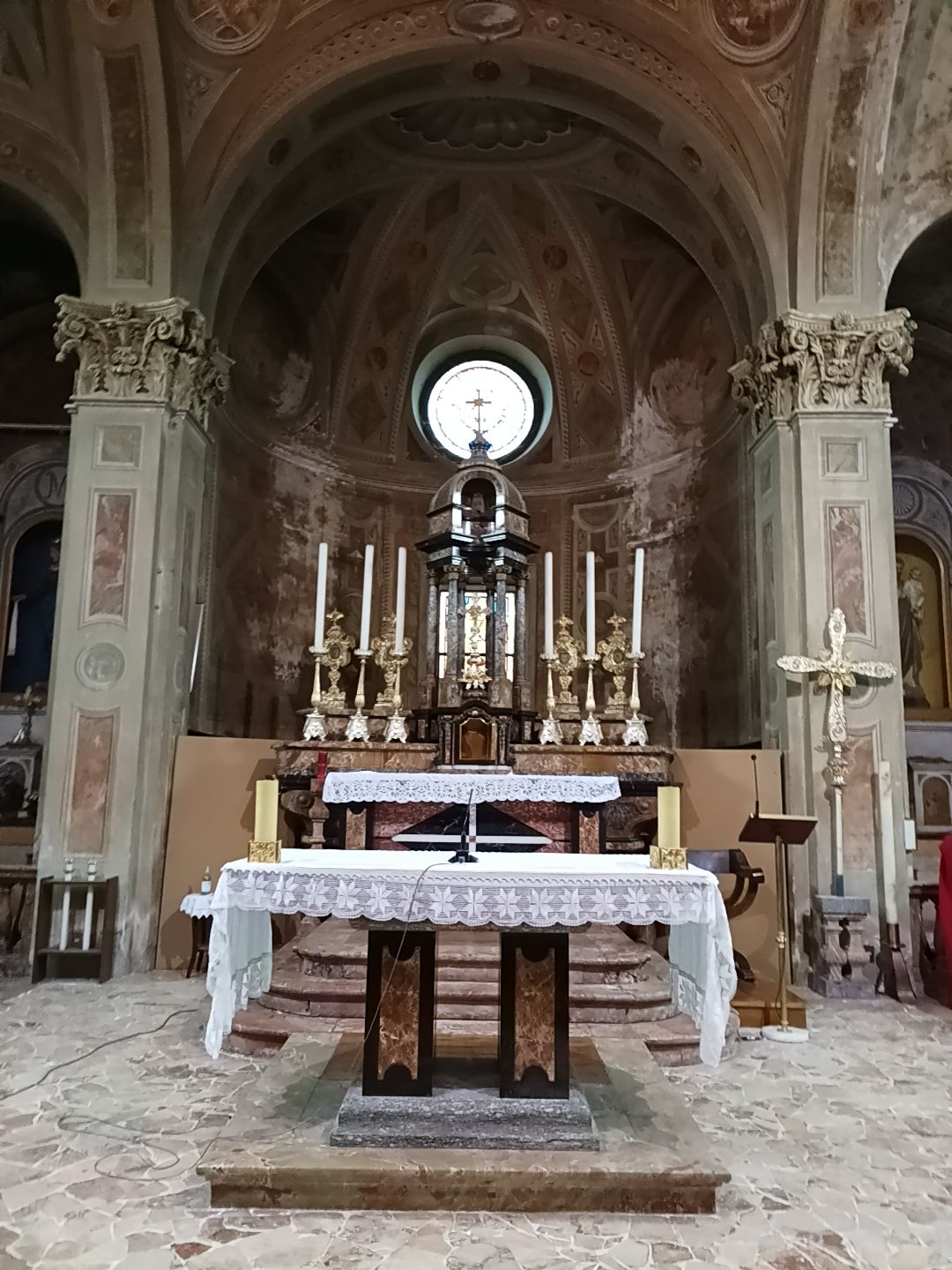
L'altare della chiesa

L'architettura della chiesa medievale, strutturalmente simile alla pieve dei Santi Pietro e Paolo, è descritta sia dal rapporto di Brera dei tempi asburgici sia da altre descrizioni e planimetrie del tempo.
Costituita probabilmente su un vecchio tempio pagano, seguiva la forma delle prime basiliche cristiane, sia nell'orientamento sia nella divisione in tre navate senza braccio di croce: l'interno era ricco di marmo, utilizzato per scopi strutturali oltre che decorativi, e vi era un tetto di costruzione più moderna rispetto al resto della chiesa.
Al tempo della visita pastorale di Carlo Borromeo era lunga 17,4 metri, larga 9,5 metri e altra 13,6 metri: la facciata aveva un portale di 3,7 metri ed un rosone dal diametro di 1,3 metri, all'interno era divisa in tre navate separate da sei colonne di marmo. Era circondata dal cimitero tranne che nel lato del campanile e della futura canonica, con anche due sepolcri.  Al tempo di Federico Borromeo le colonne erano dodici e le entrate erano nella medesima posizione di quelle odierne. Viene registrata la canonica, sul lato meridionale della chiesa, divisa in una cucina, una cantina, tre stanze e un portico.

### Chiesa odierna
La chiesa odierna è il stile neoromanico ed è a navata unica.
Ha un altare maggiore in marmo, oggi affiancato da un altare secondario adattato alle disposizioni del Concilio Vaticano II, e tre altari minori, dedicati alla Vergine del Carmine, a San Giuseppe e a sant'Anselmo da Baggio, del quale è conservata una reliquia vestiaria.
Nell'adeguamento liturgico sono state abbattute le balaustre ed è stato eliminato il paliotto metallico, oltre all'avanzamento della tavola eucaristica.

### Il campanile
Il campanile, ispirato a quello della chiesa di Santa Maria presso San Satiro, risale al decimo secolo ed è in stile romanico: ha, negli ultimi due piani, delle bifore di decorazioni di dimensione crescente più si sale.

## Nella cultura di massa

### L'organo

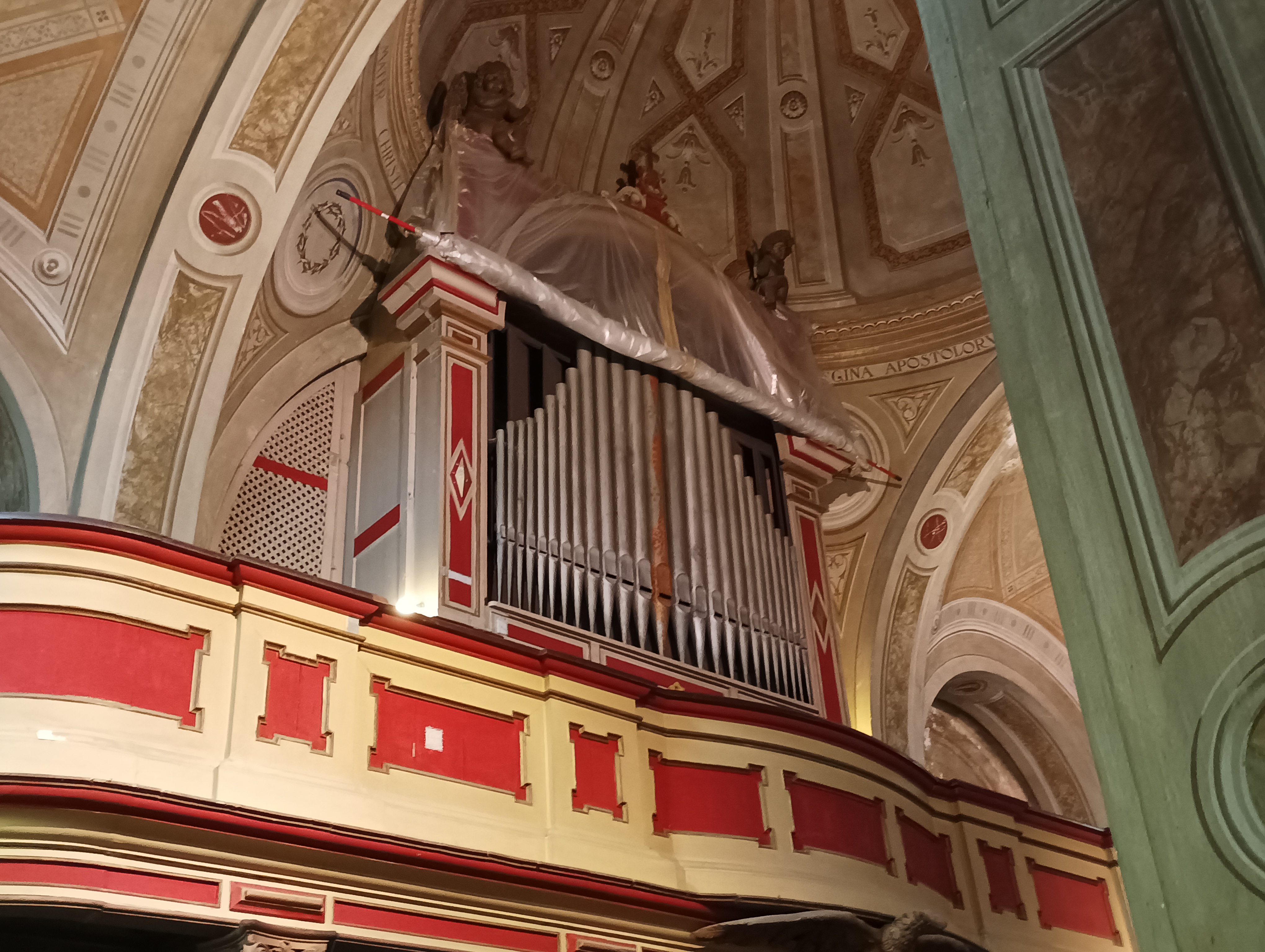
L'organo di Baggio, che non è mai stato dipinto sul muro a differenza di quanto sostiene la leggenda

La chiesa Vecchia è alla base della locuzione milanese "andà a Bagg a sonà l'òrghen", cioè "andare a Baggio a suonare l'organo". La leggenda narra, infatti, che la chiesa fosse sprovvista dell'organo e che fosse solamente dipinto sul muro. 
Tale leggenda però è stata smentita, come anche fanno notare i pannelli esposti nella chiesa medesima, dalle successive analisi storiche, che suggeriscono altre due storie più probabili: una, legata al maestro d'organo Gaetano Medaglia che, lavorando per la parrocchia baggese, si trovava a passare spesso i caselli daziari per andare a compiere il proprio lavoro, guadagnandosi lo scherno dei dazieri, la seconda, invece, legata all'assenza dell'organo dopo la ricostruzione della chiesa, per ragioni burocratiche, che avrebbe portato i paesi vicini a irridere i baggesi invitandoli a suonare il loro organo non presente.
Nella chiesa di Sant'Apollinare un organo era presente dal 1717 e venne rimosso tra il 1873 e il 1888, in occasione dei lavori della ricostruzione della parrocchia, quando venne montato un nuovo organo di produzione Marelli, progettato e collaudato dal professor Polibio Fumagalli.
L'organo di oggi, suonato da Pierangelo Ballicu, è presente dal 1926 ed è in stato di decadimento e necessitevole di riparazione. È stato prodotto dalla ditta Rossi e ha mantenuto l'esterno del predecessore più antico, con le sue ventcinque canne di facciata, non suonanti, che nascondono il meccanismo delle 833 canne suonanti che l'animano.

### L'asinello
Un'altra leggenda diffusa riguarda il campanile, che sarebbe stato scalato da un asinello alla ricerca di erba da brucare: questa leggenda ha portato al palio degli aniselli, parte per molti anni della Sagra di Baggio.